# Gústafsdóttir
Gústafsdóttir ist ein isländischer Name.

## Bedeutung
Der Name ist ein Patronym und bedeutet Tochter des Gústaf. Die männliche Entsprechung ist Gústafsson (Sohn des Gústaf).

## Namensträgerinnen
- Eygló Ósk Gústafsdóttir (* 1995), isländische Schwimmerin
- Jóhanna Gerða Gústafsdóttir (* 1990), isländische Schwimmerin